# Celliphine Chespol
Celliphine Chepteek Chespol (ur. 23 marca 1999) – kenijska lekkoatletka specjalizująca się w biegach długich.
W 2015 triumfowała w biegu na 2000 metrów z przeszkodami podczas mistrzostw świata juniorów młodszych w Cali. Mistrzyni świata U20 z Bydgoszczy (2016). Na początku 2017 wywalczyła indywidualnie brąz oraz srebro w drużynie juniorek na światowym czempionacie w biegach przełajowych. Szósta zawodniczka biegu z przeszkodami na mistrzostwach świata w Londynie (2017).
Rekord życiowy w biegu na 3000 metrów z przeszkodami: 8:58,78 (26 maja 2017, Eugene) – rekord świata juniorów oraz 9. wynik w historii światowej lekkoatletyki.

## Osiągnięcia indywidualne
| Rok  | Impreza                                   | Miejsce    | Konkurencja                   | Lokata      | Wynik   |
| ---- | ----------------------------------------- | ---------- | ----------------------------- | ----------- | ------- |
| 2015 | Mistrzostwa świata juniorów młodszych     | Cali       | bieg na 2000 m z przeszkodami | 1. miejsce  | 6:17,15 |
| 2016 | Mistrzostwa świata juniorów               | Bydgoszcz  | bieg na 3000 m z przeszkodami | 1. miejsce  | 9:25,15 |
| 2017 | Mistrzostwa świata w biegach przełajowych | Kampala    | bieg juniorek                 | 3. miejsce  | 19:02   |
| 2017 | Mistrzostwa świata                        | Londyn     | bieg na 3000 m z przeszkodami | 6. miejsce  | 9:15,04 |
| 2018 | Igrzyska Wspólnoty Narodów                | Gold Coast | bieg na 3000 m z przeszkodami | 2. miejsce  | 9:22,61 |
| 2018 | Mistrzostwa Afryki                        | Asaba      | bieg na 3000 m z przeszkodami | 2. miejsce  | 9:09,61 |
| 2018 | Mistrzostwa Afryki w biegach przełajowych | Szalif     | bieg seniorek                 | 1. miejsce  | 35:10   |
| 2018 | Mistrzostwa świata juniorów               | Tampere    | bieg na 3000 m z przeszkodami | 1. miejsce  | 9:12,78 |
| 2019 | Mistrzostwa świata                        | Doha       | bieg na 3000 m z przeszkodami | –           | DNF     |
| 2022 | Mistrzostwa świata                        | Eugene     | bieg na 3000 m z przeszkodami | 13. miejsce | 9:27,34 |